# Alexandr Glazunov
Alexandr Konstantinovič Glazunov (rusky Александр Константинович Глазунов, francouzsky Alexander Glazounov, německy Alexander Glasunow; 10. srpna 1865, Petrohrad – 21. března 1936, Paříž) byl přední ruský hudební skladatel období romantismu, učitel hudby a dirigent. 

## Život

### Mládí a hudební začátky
Alexandr Glazunov se narodil v roce 1865 jako syn bohatého vydavatele. O hudbu se zajímal již od dětství, otec hrál na housle, matka byla klavíristka. Měl výjimečnou hudební paměť a sluch. V  devíti letech začal studovat hru na klavír a v jedenácti letech komponovat.  V roce 1879 se setkal s Milijem Balakirevem, který si všiml mimořádného talentu mladého muže a doporučil ho Nikolaji Rimskému-Korsakovovi. Ten si Glazunova oblíbil a stal se jeho dobrým přítelem. Glazunov u něj začal soukromě studovat obor harmonie, forem a instrumentace, hudební teorie a kompozice. Již v šestnácti letech byl autorem řady romancí, klavírních skladeb a symfonie E dur, která byla s úspěchem provedena 17. března 1882 ve Svobodné hudební škole pod taktovkou Balakireva. Jeho skladbu s uznáním přivítal kritik V.V.Stasov, ideový vůdce skupiny Mocná hrstka, který v Glazunovovi velký příslib pro ruskou hudbu.

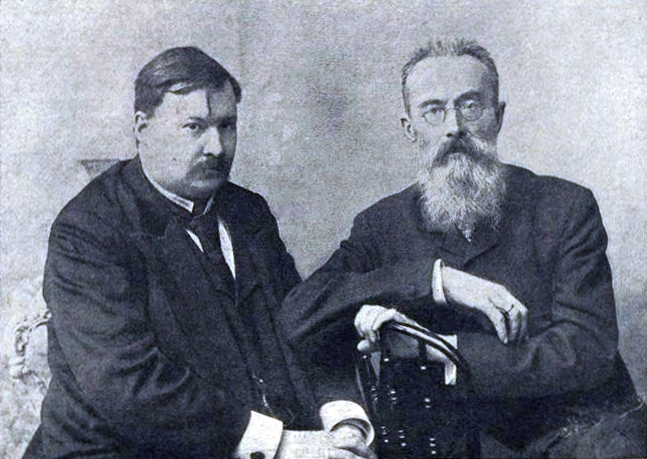
Glazunov se svým učitelem Rimským-Korsakovem (před rokem 1905)

Po skončení gymnázia Glazunov začal studovat historii a filozofii na petrohradské univerzitě, ale hudba byla stále jeho hlavním zájmem. Talentovaný mladík  upoutal pozornost bohatého podnikatele a milovníka hudby M.P.Běljajeva, který se stal jeho mecenášem. Ve svém salonu pořádal koncerty Glazunovových komorních skladeb, vydal tiskem jeho první symfonii. V roce 1884 se Glazunov s jeho podporou vydal na první zahraniční cestu,  navštívil Německo, Švýcarsko, Francii, Španělsko a Maroko. Ve Výmaru se setkal s Lisztem, který inicioval veřejné uvedení jeho 1. symfonie. 
Po návratu do Petrohradu se Glazunov stal jedním z členů takzvaného Běljajevského kroužku, do kterého patřili také Rimskij-Korsakov, Ljadov, Maliszewski, Vītols, Blumenfeld a další hudebníci. V roce 1885 napsal symfonickou báseň Stěnka Razin a věnoval ji Alexandru Borodinovi. Když  Borodin o dva roky později zemřel a zanechal po sobě nedokončenou operu Kníže Igor a Třetí symfonii, Rimskij-Korsakov a Glazunov se ujali jejich dokončení a orchestrace. Glazunov při tom uplatnil svou fenomenální hudební paměť. 

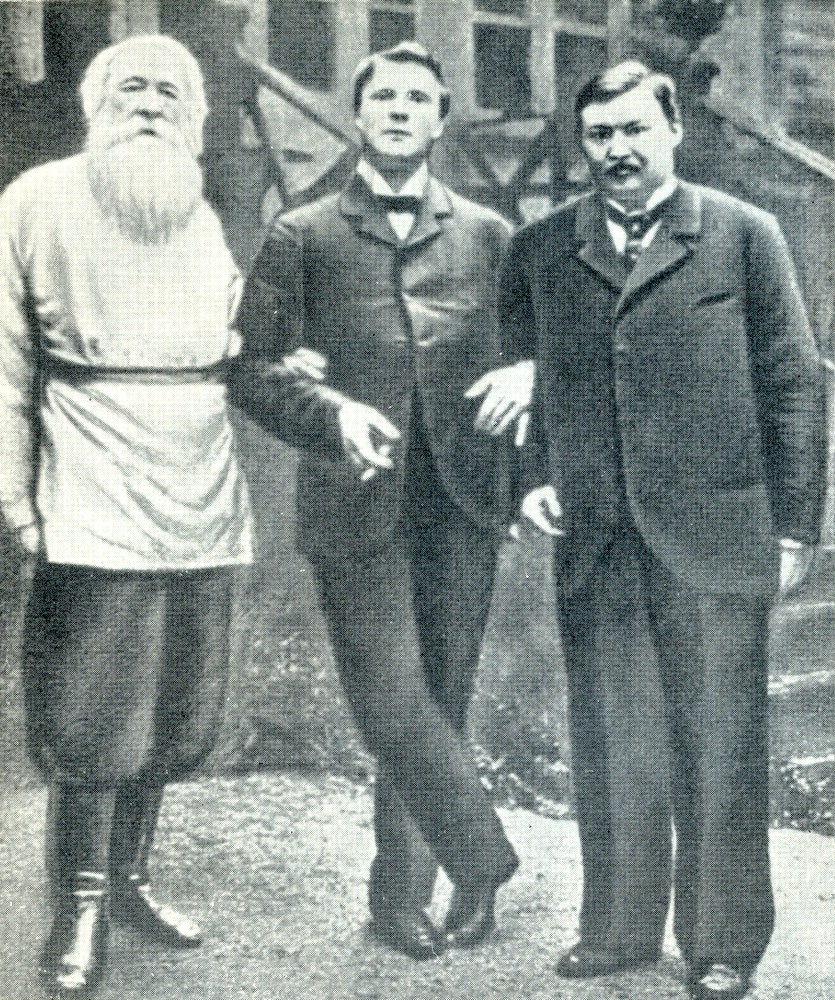
Zleva: Vladimir Vasiljevič Stasov, Fjodor Ivanovič Šaljapin a Alexandr Glazunov (kolem roku 1900)

Glazunov udržoval blízký osobní a umělecký vztah s Petrem Iljičem Čajkovským a po jeho smrti  instrumentoval řadu  děl, včetně cyklu skladeb pro housle a klavír Vzpomínka na drahé místo, která si získala značnou popularitu. 
Od roku 1886 se pokoušel prosadit i jako dirigent. Debutoval na Ruských symfonických koncertech v Petrohradě, kde řídil i své vlastní skladby. Glazunov byl velkým propagátorem ruské hudby a organizátorem hudebního života v Petrohradu. V roce 1889 dirigoval společně s Rimským–Korsakovem dva koncerty v Paříži v rámci představení ruské hudby na světové výstavě. V roce 1907 vystoupil jako dirigent a skladatel na  Ruských symfonických koncertech v Paříži, na jejichž vzniku měl velkou zásluhu. 
Na počátku 90. let 19. století zažil Glazunov tvůrčí krizi, kterou vystřídala nová vlna: složil tři symfonie, komorní skladby a balet Raymonda, který se stal jeho nejslavnějším dílem. První představení Raymondy v nastudování Mariuse Petipy se uskutečnilo v prosinci 1897 v Mariinském divadle v Petrohradě a mělo fenomenální úspěch. 

### Pedagog na petrohradské konzervatoři (1899–1928)
V roce 1899 se stal profesorem na petrohradské konzervatoři, kde působil nepřetržitě asi třicet let. Po událostech roku 1905, kdy byl Rimskij-Korsakov propuštěn z konzervatoře za podporu revolučně smýšlejících studentů, opustil svůj post na protest i Glazunov. V prosinci 1905, po oddělení konzervatoře od Ruské hudební společnosti, se však Glazunov do ní vrátil a brzy byl zvolen jejím ředitelem. Jako ředitel odvedl Glazunov skvělou práci: dal do pořádku učební osnovy, založil operní studio a studentský orchestr, výrazně zvýšil požadavky na studenty i učitele, na konci každého akademického roku se osobně zúčastnil všech zkoušek a každému studentovi napsal reference. V čele konzervatoře zůstal až do roku 1928.   Poté, co byl jmenován ředitelem,  Glazunov podstatně omezil svou hudební tvorbu. 
Po Říjnové revoluci se Glazunovovi podařilo zůstat ve své funkci, navázat vztahy s novou vládou a zejména s lidovým komisařem školství Anatolijem Lunačarským, přičemž si udržel prestižní status konzervatoře. V letech 1918–1920 působil jako dirigent v továrnách, klubech a jednotkách Rudé armády a účastnil se hudebního a společenského života země. Glazunov byl prvním skladatelem, kterému byl v roce 1922 udělen titul národního umělce. 
V roce 1928 byl Glazunov pozván na skladatelskou soutěž ve Vídni věnovanou stému výročí úmrtí Franze Schuberta, kam odjel jako oficiální sovětský zástupce. Rozhodl se, že do  SSSR se již nevrátí. Zdůvodnil to zhoršením zdravotního stavu, který mu bránil v cestování. 

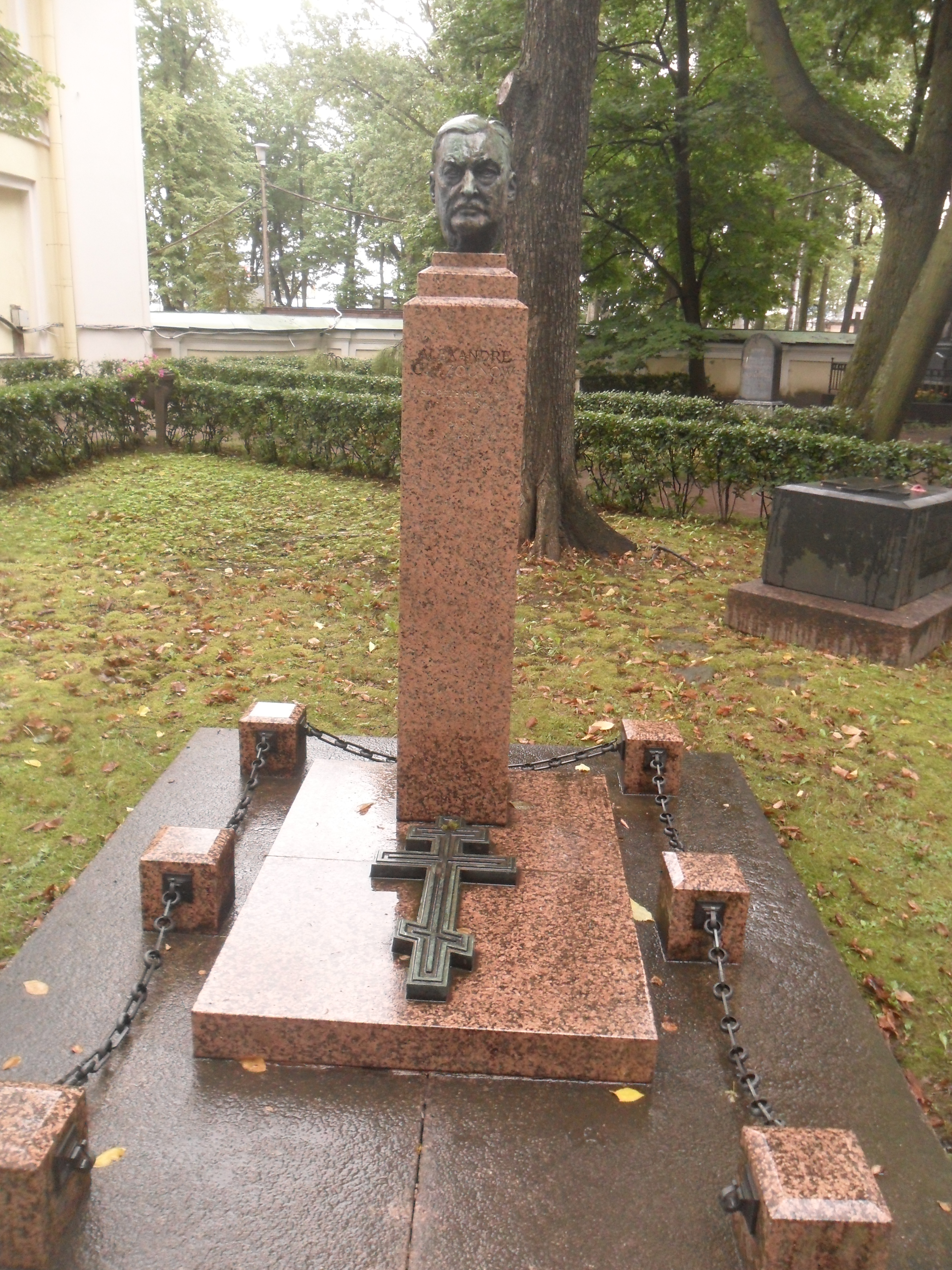
Glazunovův hrob na Tichvinském hřbitově v Petrohradě

### Život v cizině
V Paříži se v prosinci 1928 konal pod jeho taktovkou  první veřejný koncert po odchodu ze SSSR, na kterém zazněla skladatelova populární díla: Slavnostní předehra, Druhý klavírní koncert, symfonická báseň Stěnka Razin a Sedmá symfonie. Roku 1929 se Glazunov oženil s Olgou Nikolajevnou Gavrilovovou (1875–1968). Sňatkem získal i nevlastní dceru Jelenu, která po adopci přijala jméno Elena Glazunovová.
Glazunov nějakou dobu působil jako dirigent, navštívil Spojené státy a s úspěchem vystupoval v mnoha evropských zemích. V roce 1932 se kvůli zhoršujícímu se zdravotnímu stavu usadil s manželkou v Paříži, kde také  příležitostně komponoval (Smyčcový kvartet č. 7 C-Dur nebo Koncert pro saxofon a orchestr). 
V roce 1936 se jeho zdraví náhle zhoršilo.  Byl nachlazený, měl silné bolesti ucha, ekzém na obličeji a zánět žil. Glazunov zemřel v roce 1936 na klinice Villa Borghese a byl pohřben na novém hřbitově v Neuilly-sur-Seine. V roce 1972 byl Glazunovův popel převezen do Leningradu a slavnostně pohřben na Tichvinském hřbitově.   

### Glazunov a Česko
Glazunov navštívil několikrát Prahu, naposledy v roce 1930, kdy 9. dubna dirigoval ve Smetanově síni Českou filharmonii při koncertu svých skladeb. Koncert přenášel československý rozhlas.

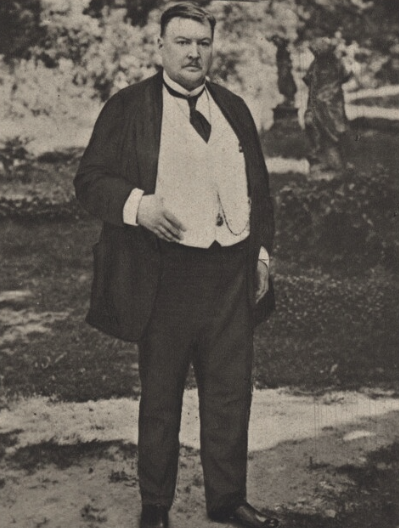
Alexandr Glazunov na pražské Bertramce, 1928
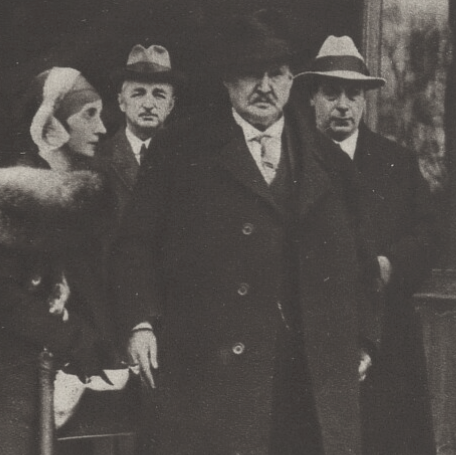
Alexandr Glazunov po příjezdu do Prahy, duben 1930

## Dílo (výběr)
Vytvořil rozsáhlé dílo, které vedle baletů, suit, předeher a serenád zahrnuje několik symfonických básní a obrazů, z nichž vynikají zejména Stěnka Razin, Les a Kreml. V nich navázal na tvorbu skladatelů Mocné hrstky a Čajkovského. Jeho díla se vyznačují jasnou instrumentací, velkým harmonickým a kontrapunktickým mistrovstvím a jemnou lyrikou. Pro Glazunova nebylo snadné prosadit se se svou hudbou, jelikož začal komponovat velmi brzy po svém úspěšnějším kolegovi Čajkovském, jenž byl v té době na vrcholu svých sil, čímž dílo Glazunova do velké míry zastínil. Ačkoliv byl velice dobrým hudebníkem, nikdy se nedokázal vymanit ze svého osobního stylu jako například Rachmaninov. I přes tyto velké překážky se dokázal Glazunov prosadit a zvlášť jeho symfonie patří mezi úspěšná hudební díla. Vytvořil osobitý typ monumentální ruské symfonie, vyrůstající z národního života, ruských písní a řeči. K nejtypičtějším patří symfonie č. 4 a 5. Z pěti instrumentálních koncertů je nejznámější houslový a moll, druhý klavírní h dur a  koncert pro saxofon. Bohatá je jeho komorní tvorba, kam patří sedm smyčcových kvartetů  a četné klavírní skladby (sonáty a preludia). 
Jednou z jeho posledních prací jsou dvě úpravy církevních zpěvů pro mužský sbor studentů Pravoslavného teologického institutu sv. Sergije Metochiona v Paříži z roku 1935. 

### Orchestrální skladby
- Symfonie č. 1 E-Dur op. 5 (1880–1882)
- 2 předehry na řecké téma (č. 1 g-moll op. 3, 1881–1884, č. 2 D-Dur op. 6, 1881–1885)
- Suite caractéristique op. 9 (1881–1887)Alexandr Glazunov

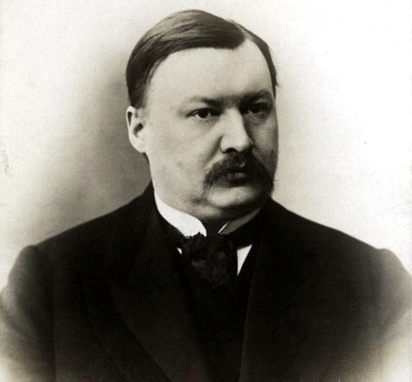
Alexandr Glazunov

- Stěnka Razin, symfonická báseň op. 13 (1885)
- Symfonie č. 2 fis-moll op. 16 (1886)
- Symfonie č. 3 D-Dur op. 33 (1890)
- Symfonie č. 4 Es-Dur op. 48 (1893) věnováno  A. G. Rubinsteinovi
- 2 koncertní valčíky (č. 1 D-Dur op. 47, 1893, č. 2 F-Dur op. 51, 1894)
- Symfonie č. 5 B-Dur op. 55 (1895)
- Symfonie č. 6 c-moll op. 58 (1896)
- Symfonie č. 7 F-Dur op. 77 (1902)
- Balada F-Dur op. 78 (1902)
- Ze středověku, suita op. 79 (1901/02)
- Symfonie č. 8 Es-Dur op. 83 (1905/06)
- Symfonie č. 9 d-voll o.op. (nedokončena 1904–1910)

### Instrumentální koncerty
- Houslový koncert a-moll op. 82 (1904)
- Klavírní koncert č. 1 f-Moll op. 92 (1910/11)
- Klavírní koncert č. 2 H-Dur op. 100 (1917)
- Koncertní balada C-Dur op. 108 pro violoncello a orchestr (1931)
- Saxofonový koncert Es-Dur op. 109 (1934)
- Rêverie Des-Dur pro lesní roh a komorní orchestr op. 24
- Finská fantazie (1910)[5]

### Jevištní díla
- Raymonda, balet op. 57 (1896/97)
- Les Ruses d'Amour (Lest lásky), balet op. 61 (1898)
- Roční období, balet op. 67 (1898/99)
- Slečna služka (Damisův proces) (1900)
- Der König der Juden (Král Židů), scénická hudba op. 95 (1913)
- Dokončení opery „Kníže Igor“ Alexandra Borodina

### Komorní skladby
- Smyčcový kvartet č. 1 D-Dur op. 1 (1881/82)
- Smyčcový kvartet č. 2 F-Dur op. 10 (1883/84)
- Smyčcový kvartet č. 3 G-Dur op. 26 „Quatuor slave“ (1886–1888)
- Smyčcový kvartet č. 4 a-moll op. 64 (1894)
- Smyčcový kvartet č. 5 d-moll op. 70 (1898)
- Smyčcový kvartet č. 6 B-Dur op. 106 (1920/21)
- Smyčcový kvartet č. 7 C-Dur op. 107 (1930)
- 5 novelet pro smyčcový kvartet op. 15 (1881)
- Smyčcový kvartet A-Dur op. 39 (1891/92)
- Kvartet B-Dur op. 109 pro 4 saxofony (1932)
- Elegie pro violu a klavír g-moll op. 44 (1893)

### Klavírní skladby
- Sonáta č. 1 b-moll op. 74 (1900/01)
- Sonáta č. 2 e-moll op. 75 (1901)

### Varhany
- Preludium a fuga č. 1 D-Dur op. 93 (1906/07)
- Preludium a fuga č. 2 d-moll op. 98 (1914)
- Fantasie g-moll op. 110 (1934/35)